# یان آرنه ریسه
یان آرنه ریسه (نروژی: John Arne Riise؛ زاده ۲۴ سپتامبر ۱۹۸۰) بازیکن سابق و مربی فوتبال اهل نروژ است.